# آدری واسیلوسکی
آدری واسیلوسکی (انگلیسی: Audrey Wasilewski؛ زادهٔ ۲۵ سپتامبر ۱۹۶۷) بازیگر و صداپیشه اهل ایالات متحده آمریکا است. وی از سال ۱۹۹۴ میلادی تاکنون مشغول فعالیت بوده‌است.
از فیلم‌ها یا مجموعه‌های تلویزیونی که وی در آن‌ها نقش داشته‌است می‌توان به دیزنی بینهایت ۳٫۰، گارفیلد واقعی می‌شود، جشنواره سرگرمی گارفیلد، نیروی حیوان خانگی گارفیلد، عشق بزرگ، بچه را بگیر و مد من اشاره نمود.